# كلايتون (لاعب كرة قدم مواليد 1988)
كلايتون هو لاعب كرة قدم برازيلي في مركز الوسط، ولد في 8 نوفمبر 1988 في بيراسيكابا في البرازيل. لعب مع نادي 15 نوفمبر ‏.

## وصلات خارجية
- كلايتون (لاعب كرة قدم مواليد 1988) على موقع قاعدة بيانات كرة القدم.إي يو (الإنجليزية)
- كلايتون (لاعب كرة قدم مواليد 1988) على موقع Soccerway.com (الإنجليزية)